# Lijst van vissen D-E
Deze lijst van vissen D-E bevat alle vissen beginnende met de letters D en E zoals opgenomen in FishBase. De lijst is gebaseerd op de wetenschappelijke naam van de vissoort. Voor de overige namen zie: Lijst van alle vissen.
1. Dacodraco hunteri
2. Dactylagnus mundus
3. Dactylagnus parvus
4. Dactylagnus peratikos
5. Dactylanthias aplodactylus
6. Dactylanthias baccheti
7. Dactylobatus armatus
8. Dactylobatus clarkii
9. Dactylophora nigricans
10. Dactylopsaron dimorphicum
11. Dactyloptena gilberti
12. Dactyloptena macracantha
13. Dactyloptena orientalis
14. Dactyloptena papilio
15. Dactyloptena peterseni
16. Dactyloptena tiltoni
17. Dactylopterus volitans
18. Dactylopus dactylopus
19. Dactyloscopus amnis
20. Dactyloscopus boehlkei
21. Dactyloscopus byersi
22. Dactyloscopus comptus
23. Dactyloscopus crossotus
24. Dactyloscopus fimbriatus
25. Dactyloscopus foraminosus
26. Dactyloscopus lacteus
27. Dactyloscopus lunaticus
28. Dactyloscopus metoecus
29. Dactyloscopus minutus
30. Dactyloscopus moorei
31. Dactyloscopus pectoralis
32. Dactyloscopus poeyi
33. Dactyloscopus tridigitatus
34. Dactyloscopus zelotes
35. Dactylosurculus gomoni
36. Dadyanos insignis
37. Daector dowi
38. Daector gerringi
39. Daector quadrizonatus
40. Daector reticulata
41. Daector schmitti
42. Dagetichthys lakdoensis
43. Dalatias licha
44. Dallia admirabilis
45. Dallia delicatissima
46. Dallia pectoralis
47. Dalophis boulengeri
48. Dalophis cephalopeltis
49. Dalophis imberbis
50. Dalophis multidentatus
51. Dalophis obtusirostris
52. Danacetichthys galathenus
53. Danakilia franchettii
54. Danaphos oculatus
55. Danaphryne nigrifilis
56. Danichthys ilma
57. Danio albolineatus
58. Danio choprai
59. Danio dangila
60. Danio feegradei
61. Danio kerri
62. Danio kyathit
63. Danio muongthanhensis
64. Danio nigrofasciatus
65. Danio rerio
66. Danio roseus
67. Danionella mirifica
68. Danionella translucida
69. Dannevigia tusca
70. Dario dario
71. Dario dayingensis
72. Dario hysginon
73. Daruma sagamia
74. Dascyllus albisella
75. Dascyllus aruanus
76. Dascyllus auripinnis
77. Dascyllus carneus
78. Dascyllus flavicaudus
79. Dascyllus marginatus
80. Dascyllus melanurus
81. Dascyllus reticulatus
82. Dascyllus strasburgi
83. Dascyllus trimaculatus
84. Dasyatis acutirostra
85. Dasyatis akajei
86. Dasyatis americana
87. Dasyatis bennetti
88. Dasyatis brevicaudata
89. Dasyatis brevis
90. Dasyatis centroura
91. Dasyatis chrysonota
92. Dasyatis colarensis
93. Dasyatis dipterura
94. Dasyatis fluviorum
95. Dasyatis garouaensis
96. Dasyatis geijskesi
97. Dasyatis gigantea
98. Dasyatis guttata
99. Dasyatis hastata
100. Dasyatis hypostigma
101. Dasyatis izuensis
102. Dasyatis laevigata
103. Dasyatis laosensis
104. Dasyatis lata
105. Dasyatis longa
106. Dasyatis margarita
107. Dasyatis margaritella
108. Dasyatis marianae
109. Dasyatis marmorata
110. Dasyatis matsubarai
111. Dasyatis microps
112. Dasyatis multispinosa
113. Dasyatis navarrae
114. Dasyatis parvonigra
115. Dasyatis pastinaca
116. Dasyatis rudis
117. Dasyatis sabina
118. Dasyatis say
119. Dasyatis sinensis
120. Dasyatis thetidis
121. Dasyatis tortonesei
122. Dasyatis ushiei
123. Dasyatis zugei
124. Dasycottus japonicus
125. Dasycottus setiger
126. Dasyloricaria capetensis
127. Dasyloricaria filamentosa
128. Dasyloricaria latiura
129. Dasyloricaria seminuda
130. Dasyloricaria tuyrensis
131. Datnioides campbelli
132. Datnioides microlepis
133. Datnioides polota
134. Datnioides pulcher
135. Datnioides undecimradiatus
136. Davidijordania brachyrhyncha
137. Davidijordania jordaniana
138. Davidijordania lacertina
139. Davidijordania poecilimon
140. Davidijordania yabei
141. Dayella malabarica
142. Daysciaena albida
143. Deania calcea
144. Deania hystricosa
145. Deania profundorum
146. Deania quadrispinosum
147. Decapterus akaadsi
148. Decapterus koheru
149. Decapterus kurroides
150. Decapterus lajang
151. Decapterus macarellus
152. Decapterus macrosoma
153. Decapterus maruadsi
154. Decapterus muroadsi
155. Decapterus punctatus
156. Decapterus russelli
157. Decapterus scombrinus
158. Decapterus tabl
159. Decodon grandisquamis
160. Decodon melasma
161. Decodon pacificus
162. Decodon puellaris
163. Dectobrycon armeniacus
164. Dekeyseria amazonica
165. Dekeyseria brachyura
166. Dekeyseria niveata
167. Dekeyseria picta
168. Dekeyseria pulchra
169. Dekeyseria scaphirhyncha
170. Dellichthys morelandi
171. Deltentosteus collonianus
172. Deltentosteus quadrimaculatus
173. Deltistes luxatus
174. Delturus angulicauda
175. Delturus brevis
176. Delturus carinotus
177. Delturus parahybae
178. Demissolinea novaeguineensis
179. Denariusa australis
180. Denariusa bandata
181. Dendrochirus barberi
182. Dendrochirus bellus
183. Dendrochirus biocellatus
184. Dendrochirus brachypterus
185. Dendrochirus zebra
186. Dendrophysa russelii
187. Dentatherina merceri
188. Dentectus barbarmatus
189. Dentex abei
190. Dentex angolensis
191. Dentex barnardi
192. Dentex canariensis
193. Dentex congoensis
194. Dentex dentex
195. Dentex fourmanoiri
196. Dentex gibbosus
197. Dentex macrophthalmus
198. Dentex maroccanus
199. Dentex spariformis
200. Denticeps clupeoides
201. Denticetopsis epa
202. Denticetopsis iwokrama
203. Denticetopsis macilenta
204. Denticetopsis praecox
205. Denticetopsis royeroi
206. Denticetopsis sauli
207. Denticetopsis seducta
208. Dentiraja flindersi
209. Derepodichthys alepidotus
210. Derhamia hoffmannorum
211. Derichthys serpentinus
212. Derilissus altifrons
213. Derilissus kremnobates
214. Derilissus nanus
215. Derilissus vittiger
216. Dermatolepis dermatolepis
217. Dermatolepis inermis
218. Dermatolepis striolata
219. Dermatopsis greenfieldi
220. Dermatopsis hoesei
221. Dermatopsis joergennielseni
222. Dermatopsis macrodon
223. Dermatopsoides andersoni
224. Dermatopsoides kasougae
225. Dermatopsoides morrisonae
226. Dermatopsoides talboti
227. Dermogenys bispina
228. Dermogenys brachynotopterus
229. Dermogenys bruneiensis
230. Dermogenys collettei
231. Dermogenys montana
232. Dermogenys orientalis
233. Dermogenys palawanensis
234. Dermogenys pusilla
235. Dermogenys robertsi
236. Dermogenys siamensis
237. Dermogenys sumatrana
238. Dermogenys vogti
239. Desmodema lorum
240. Desmodema polystictum
241. Deuterodon iguape
242. Deuterodon langei
243. Deuterodon longirostris
244. Deuterodon parahybae
245. Deuterodon rosae
246. Deuterodon singularis
247. Deuterodon stigmaturus
248. Deuterodon supparis
249. Devario acrostomus
250. Devario acuticephala
251. Devario aequipinnatus
252. Devario affinis
253. Devario annandalei
254. Devario apogon
255. Devario apopyris
256. Devario assamensis
257. Devario browni
258. Devario chrysotaeniatus
259. Devario devario
260. Devario fangfangae
261. Devario fraseri
262. Devario gibber
263. Devario horai
264. Devario interruptus
265. Devario kakhienensis
266. Devario laoensis
267. Devario leptos
268. Devario maetaengensis
269. Devario malabaricus
270. Devario manipurensis
271. Devario naganensis
272. Devario neilgherriensis
273. Devario pathirana
274. Devario peninsulae
275. Devario quangbinhensis
276. Devario regina
277. Devario salmonata
278. Devario shanensis
279. Devario sondhii
280. Devario spinosus
281. Devario strigillifer
282. Devario suvatti
283. Devario yuensis
284. Dexistes rikuzenius
285. Diademichthys lineatus
286. Diagramma labiosum
287. Diagramma melanacrum
288. Diagramma pictum
289. Diagramma punctatum
290. Dialommus fuscus
291. Dialommus macrocephalus
292. Diancistrus alatus
293. Diancistrus alleni
294. Diancistrus altidorsalis
295. Diancistrus atollorum
296. Diancistrus beateae
297. Diancistrus brevirostris
298. Diancistrus eremitus
299. Diancistrus erythraeus
300. Diancistrus fijiensis
301. Diancistrus fuscus
302. Diancistrus jackrandalli
303. Diancistrus jeffjohnsoni
304. Diancistrus karinae
305. Diancistrus katrineae
306. Diancistrus leisi
307. Diancistrus longifilis
308. Diancistrus machidai
309. Diancistrus manciporus
310. Diancistrus mcgroutheri
311. Diancistrus mennei
312. Diancistrus niger
313. Diancistrus novaeguineae
314. Diancistrus pohnpeiensis
315. Diancistrus robustus
316. Diancistrus springeri
317. Diancistrus tongaensis
318. Diancistrus vietnamensis
319. Dianema longibarbis
320. Dianema urostriatum
321. Diaphenchelys pelonates
322. Diaphus adenomus
323. Diaphus aliciae
324. Diaphus anderseni
325. Diaphus antonbruuni
326. Diaphus arabicus
327. Diaphus basileusi
328. Diaphus bertelseni
329. Diaphus brachycephalus
330. Diaphus burtoni
331. Diaphus chrysorhynchus
332. Diaphus coeruleus
333. Diaphus confusus
334. Diaphus dahlgreni
335. Diaphus danae
336. Diaphus dehaveni
337. Diaphus diadematus
338. Diaphus diademophilus
339. Diaphus drachmanni
340. Diaphus dumerilii
341. Diaphus effulgens
342. Diaphus ehrhorni
343. Diaphus faustinoi
344. Diaphus fragilis
345. Diaphus fulgens
346. Diaphus garmani
347. Diaphus gigas
348. Diaphus handi
349. Diaphus holti
350. Diaphus hudsoni
351. Diaphus impostor
352. Diaphus jenseni
353. Diaphus kapalae
354. Diaphus knappi
355. Diaphus kora
356. Diaphus kuroshio
357. Diaphus lobatus
358. Diaphus longleyi
359. Diaphus lucidus
360. Diaphus lucifrons
361. Diaphus luetkeni
362. Diaphus malayanus
363. Diaphus mascarensis
364. Diaphus meadi
365. Diaphus megalops
366. Diaphus metopoclampus
367. Diaphus minax
368. Diaphus mollis
369. Diaphus nielseni
370. Diaphus ostenfeldi
371. Diaphus pacificus
372. Diaphus pallidus
373. Diaphus parini
374. Diaphus parri
375. Diaphus perspicillatus
376. Diaphus phillipsi
377. Diaphus problematicus
378. Diaphus rafinesquii
379. Diaphus regani
380. Diaphus richardsoni
381. Diaphus rivatoni
382. Diaphus roei
383. Diaphus sagamiensis
384. Diaphus schmidti
385. Diaphus signatus
386. Diaphus similis
387. Diaphus splendidus
388. Diaphus suborbitalis
389. Diaphus subtilis
390. Diaphus taaningi
391. Diaphus termophilus
392. Diaphus theta
393. Diaphus thiollierei
394. Diaphus trachops
395. Diaphus umbroculus
396. Diaphus vanhoeffeni
397. Diaphus watasei
398. Diaphus whitleyi
399. Diaphus wisneri
400. Diapoma speculiferum
401. Diapoma terofali
402. Diapterus auratus
403. Diapterus aureolus
404. Diapterus brevirostris
405. Diapterus peruvianus
406. Diapterus rhombeus
407. Diastobranchus capensis
408. Dibranchus accinctus
409. Dibranchus atlanticus
410. Dibranchus cracens
411. Dibranchus discors
412. Dibranchus erinaceus
413. Dibranchus hystrix
414. Dibranchus japonicus
415. Dibranchus nasutus
416. Dibranchus nudivomer
417. Dibranchus sparsus
418. Dibranchus spinosus
419. Dibranchus spongiosa
420. Dibranchus tremendus
421. Dibranchus velutinus
422. Dicentrarchus labrax
423. Dicentrarchus punctatus
424. Diceratias bispinosus
425. Diceratias pileatus
426. Diceratias trilobus
427. Dichistius capensis
428. Dichistius multifasciatus
429. Dicologlossa cuneata
430. Dicologlossa hexophthalma
431. Dicotylichthys punctulatus
432. Dicrolene filamentosa
433. Dicrolene gregoryi
434. Dicrolene hubrechti
435. Dicrolene introniger
436. Dicrolene kanazawai
437. Dicrolene longimana
438. Dicrolene mesogramma
439. Dicrolene multifilis
440. Dicrolene nigra
441. Dicrolene nigricaudis
442. Dicrolene pallidus
443. Dicrolene pullata
444. Dicrolene quinquarius
445. Dicrolene tristis
446. Dicrolene vaillanti
447. Dicrossus filamentosus
448. Dicrossus gladicauda
449. Dicrossus maculatus
450. Dictyosoma burgeri
451. Dictyosoma rubrimaculatum
452. Didogobius bentuvii
453. Didogobius kochi
454. Didogobius schlieweni
455. Didogobius splechtnai
456. Didymothallus criniceps
457. Didymothallus mizolepis
458. Didymothallus pruvosti
459. Dieidolycus adocetus
460. Dieidolycus gosztonyii
461. Dieidolycus leptodermatus
462. Dienbienia namnuaensis
463. Dimidiochromis compressiceps
464. Dimidiochromis dimidiatus
465. Dimidiochromis kiwinge
466. Dimidiochromis strigatus
467. Dinematichthys dasyrhynchus
468. Dinematichthys iluocoeteoides
469. Dinematichthys indicus
470. Dinematichthys megasoma
471. Dinematichthys minyomma
472. Dinematichthys randalli
473. Dinematichthys riukiuensis
474. Dinolestes lewini
475. Dinoperca petersi
476. Dinotopterus cunningtoni
477. Diodon eydouxii
478. Diodon holocanthus
479. Diodon hystrix
480. Diodon liturosus
481. Diodon nicthemerus
482. Diogenichthys atlanticus
483. Diogenichthys laternatus
484. Diogenichthys panurgus
485. Dionda argentosa
486. Dionda catostomops
487. Dionda diaboli
488. Dionda dichroma
489. Dionda episcopa
490. Dionda erimyzonops
491. Dionda ipni
492. Dionda mandibularis
493. Dionda melanops
494. Dionda nigrotaeniata
495. Dionda rasconis
496. Dionda serena
497. Diplacanthopoma alcockii
498. Diplacanthopoma brachysoma
499. Diplacanthopoma brunnea
500. Diplacanthopoma japonicus
501. Diplacanthopoma jordani
502. Diplacanthopoma kreffti
503. Diplacanthopoma nigripinnis
504. Diplacanthopoma raniceps
505. Diplacanthopoma riversandersoni
506. Diplecogaster bimaculata bimaculata
507. Diplecogaster bimaculata euxinica
508. Diplecogaster bimaculata pectoralis
509. Diplecogaster ctenocrypta
510. Diplecogaster megalops
511. Diplectrum bivittatum
512. Diplectrum conceptione
513. Diplectrum eumelum
514. Diplectrum euryplectrum
515. Diplectrum formosum
516. Diplectrum labarum
517. Diplectrum macropoma
518. Diplectrum maximum
519. Diplectrum pacificum
520. Diplectrum radiale
521. Diplectrum rostrum
522. Diplectrum sciurus
523. Diplobatis colombiensis
524. Diplobatis guamachensis
525. Diplobatis ommata
526. Diplobatis pictus
527. Diplocheilichthys jentinkii
528. Diplocheilichthys pleurotaenia
529. Diploconger polystigmatus
530. Diplocrepis puniceus
531. Diplodus annularis
532. Diplodus argenteus argenteus
533. Diplodus argenteus caudimacula
534. Diplodus bellottii
535. Diplodus bermudensis
536. Diplodus capensis
537. Diplodus cervinus cervinus
538. Diplodus cervinus hottentotus
539. Diplodus cervinus omanensis
540. Diplodus fasciatus
541. Diplodus holbrookii
542. Diplodus noct
543. Diplodus prayensis
544. Diplodus puntazzo
545. Diplodus sargus ascensionis
546. Diplodus sargus cadenati
547. Diplodus sargus helenae
548. Diplodus sargus kotschyi
549. Diplodus sargus lineatus
550. Diplodus sargus sargus
551. Diplodus vulgaris
552. Diplogrammus goramensis
553. Diplogrammus gruveli
554. Diplogrammus infulatus
555. Diplogrammus pauciradiatus
556. Diplogrammus pygmaeus
557. Diplogrammus randalli
558. Diplogrammus xenicus
559. Diplomystes camposensis
560. Diplomystes chilensis
561. Diplomystes nahuelbutaensis
562. Diplophos australis
563. Diplophos orientalis
564. Diplophos pacificus
565. Diplophos rebainsi
566. Diplophos taenia
567. Diploprion bifasciatum
568. Diploprion drachi
569. Diplospinus multistriatus
570. Diplotaxodon aeneus
571. Diplotaxodon apogon
572. Diplotaxodon argenteus
573. Diplotaxodon ecclesi
574. Diplotaxodon greenwoodi
575. Diplotaxodon limnothrissa
576. Diplotaxodon macrops
577. Diproctacanthus xanthurus
578. Dipterygonotus balteatus
579. Dipturus acrobelus
580. Dipturus apricus
581. Dipturus australis
582. Dipturus batis
583. Dipturus bullisi
584. Dipturus campbelli
585. Dipturus canutus
586. Dipturus cerva
587. Dipturus confusus
588. Dipturus crosnieri
589. Dipturus diehli
590. Dipturus doutrei
591. Dipturus ecuadoriensis
592. Dipturus endeavouri
593. Dipturus falloargus
594. Dipturus flavirostris
595. Dipturus garricki
596. Dipturus gigas
597. Dipturus grahami
598. Dipturus gudgeri
599. Dipturus healdi
600. Dipturus innominatus
601. Dipturus johannisdavisi
602. Dipturus kwangtungensis
603. Dipturus laevis
604. Dipturus lanceorostratus
605. Dipturus lemprieri
606. Dipturus leptocauda
607. Dipturus linteus
608. Dipturus macrocauda
609. Dipturus melanospilus
610. Dipturus mennii
611. Dipturus nidarosiensis
612. Dipturus oculus
613. Dipturus olseni
614. Dipturus oregoni
615. Dipturus oxyrinchus
616. Dipturus polyommata
617. Dipturus pullopunctata
618. Dipturus queenslandicus
619. Dipturus springeri
620. Dipturus stenorhynchus
621. Dipturus teevani
622. Dipturus tengu
623. Dipturus trachyderma
624. Dipturus wengi
625. Dipturus whitleyi
626. Dipturus wuhanlingi
627. Diptychus chungtienensis
628. Diptychus kaznakovi
629. Diptychus maculatus
630. Diptychus sewerzowi
631. Dipulus caecus
632. Dipulus hutchinsi
633. Dipulus multiradiatus
634. Dipulus norfolkanus
635. Diretmichthys parini
636. Diretmoides pauciradiatus
637. Diretmoides veriginae
638. Diretmus argenteus
639. Discherodontus ashmeadi
640. Discherodontus halei
641. Discherodontus parvus
642. Discherodontus schroederi
643. Dischistodus chrysopoecilus
644. Dischistodus darwiniensis
645. Dischistodus fasciatus
646. Dischistodus melanotus
647. Dischistodus perspicillatus
648. Dischistodus prosopotaenia
649. Dischistodus pseudochrysopoecilus
650. Discocheilus multilepis
651. Discocheilus wui
652. Discogobio antethoracalis
653. Discogobio bismargaritus
654. Discogobio brachyphysallidos
655. Discogobio caobangi
656. Discogobio dienbieni
657. Discogobio elongatus
658. Discogobio laticeps
659. Discogobio longibarbatus
660. Discogobio macrophysallidos
661. Discogobio microstoma
662. Discogobio multilineatus
663. Discogobio pacboensis
664. Discogobio poneventralis
665. Discogobio propeanalis
666. Discogobio tetrabarbatus
667. Discogobio yunnanensis
668. Discolabeo wuluoheensis
669. Discopyge tschudii
670. Discordipinna griessingeri
671. Discotrema crinophilum
672. Discotrema monogrammum
673. Discotrema zonatum
674. Dissostichus eleginoides
675. Dissostichus mawsoni
676. Distichodus affinis
677. Distichodus altus
678. Distichodus antonii
679. Distichodus atroventralis
680. Distichodus brevipinnis
681. Distichodus decemmaculatus
682. Distichodus engycephalus
683. Distichodus fasciolatus
684. Distichodus hypostomatus
685. Distichodus kolleri
686. Distichodus langi
687. Distichodus lusosso
688. Distichodus maculatus
689. Distichodus mossambicus
690. Distichodus niloticus
691. Distichodus noboli
692. Distichodus notospilus
693. Distichodus petersii
694. Distichodus rostratus
695. Distichodus rufigiensis
696. Distichodus schenga
697. Distichodus sexfasciatus
698. Distocyclus conirostris
699. Distocyclus goajira
700. Distoechodon tumirostris
701. Ditrema temminckii
702. Ditrema temminckii pacificum
703. Ditrema viride
704. Ditropichthys storeri
705. Divandu albimarginatus
706. Docimodus evelynae
707. Docimodus johnstoni
708. Dodekablennos fraseri
709. Doederleinia berycoides
710. Doederleinia gracilispinis
711. Doederleinia orientalis
712. Dolichallabes microphthalmus
713. Dolichamphilius brieni
714. Dolichamphilius longiceps
715. Dolichancistrus atratoensis
716. Dolichancistrus carnegiei
717. Dolichancistrus cobrensis
718. Dolichancistrus fuesslii
719. Dolichancistrus pediculatus
720. Dolichancistrus setosus
721. Dolicholagus longirostris
722. Dolichopteryx anascopa
723. Dolichopteryx binocularis
724. Dolichopteryx brachyrhynchus
725. Dolichopteryx longipes
726. Dolichopteryx minuscula
727. Dolichopteryx parini
728. Dolichopteryx pseudolongipes
729. Dolichopteryx rostrata
730. Dolichopteryx trunovi
731. Dolichosudis fuliginosa
732. Dolloidraco longedorsalis
733. Dolopichthys allector
734. Dolopichthys danae
735. Dolopichthys dinema
736. Dolopichthys jubatus
737. Dolopichthys karsteni
738. Dolopichthys longicornis
739. Dolopichthys pullatus
740. Doraops zuloagai
741. Doras carinatus
742. Doras eigenmanni
743. Doras fimbriatus
744. Doras higuchii
745. Doras micropoeus
746. Doras phlyzakion
747. Doras punctatus
748. Doras zuanoni
749. Doratonotus megalepis
750. Dormitator cubanus
751. Dormitator latifrons
752. Dormitator lebretonis
753. Dormitator lophocephalus
754. Dormitator maculatus
755. Dormitator pleurops
756. Dorosoma anale
757. Dorosoma cepedianum
758. Dorosoma chavesi
759. Dorosoma petenense
760. Dorosoma smithi
761. Doryichthys boaja
762. Doryichthys contiguus
763. Doryichthys deokhatoides
764. Doryichthys heterosoma
765. Doryichthys martensii
766. Doryrhamphus aurolineatus
767. Doryrhamphus baldwini
768. Doryrhamphus bicarinatus
769. Doryrhamphus chapmani
770. Doryrhamphus dactyliophorus
771. Doryrhamphus excisus abbreviatus
772. Doryrhamphus excisus excisus
773. Doryrhamphus excisus paulus
774. Doryrhamphus janssi
775. Doryrhamphus japonicus
776. Doryrhamphus multiannulatus
777. Doryrhamphus negrosensis malus
778. Doryrhamphus negrosensis negrosensis
779. Doryrhamphus pessuliferus
780. Dotalabrus alleni
781. Dotalabrus aurantiacus
782. Doumea alula
783. Doumea angolensis
784. Doumea chappuisi
785. Doumea gracila
786. Doumea sanaga
787. Doumea thysi
788. Doumea typica
789. Doydixodon laevifrons
790. Draconetta xenica
791. Draculo celetus
792. Draculo maugei
793. Draculo pogognathus
794. Draculo shango
795. Drepane africana
796. Drepane longimana
797. Drepane punctata
798. Drombus globiceps
799. Drombus halei
800. Drombus key
801. Drombus kranjiensis
802. Drombus lepidothorax
803. Drombus ocyurus
804. Drombus palackyi
805. Drombus simulus
806. Drombus triangularis
807. Duboisialestes bifasciatus
808. Duboisialestes tumbensis
809. Dunckerocampus boylei
810. Dunckerocampus naia
811. Dundocharax bidentatus
812. Duopalatinus emarginatus
813. Duopalatinus peruanus
814. Dupouyichthys sapito
815. Dussumieria acuta
816. Dussumieria elopsoides
817. Dysalotus alcocki
818. Dysalotus oligoscolus
819. Dysomma anguillare
820. Dysomma brevirostre
821. Dysomma bucephalus
822. Dysomma dolichosomatum
823. Dysomma fuscoventralis
824. Dysomma goslinei
825. Dysomma longirostrum
826. Dysomma melanurum
827. Dysomma muciparus
828. Dysomma opisthoproctus
829. Dysomma polycatodon
830. Dysomma tridens
831. Dysommina proboscideus
832. Dysommina rugosa
833. Dzihunia amudarjensis
834. Dzihunia ilan
835. Dzihunia turdakovi
836. Ebinania australiae
837. Ebinania brephocephala
838. Ebinania costaecanariae
839. Ebinania macquariensis
840. Ebinania malacocephala
841. Ebinania vermiculata
842. Ebomegobius goodi
843. Ebosia bleekeri
844. Ebosia falcata
845. Echelus myrus
846. Echelus pachyrhynchus
847. Echelus uropterus
848. Echeneis naucrates
849. Echeneis neucratoides
850. Echidna amblyodon
851. Echidna catenata
852. Echidna delicatula
853. Echidna leucotaenia
854. Echidna nebulosa
855. Echidna nocturna
856. Echidna peli
857. Echidna polyzona
858. Echidna rhodochilus
859. Echidna unicolor
860. Echidna xanthospilos
861. Echiichthys vipera
862. Echinogobius hayashii
863. Echinomacrurus mollis
864. Echinomacrurus occidentalis
865. Echinophryne crassispina
866. Echinophryne mitchellii
867. Echinophryne reynoldsi
868. Echinorhinus brucus
869. Echinorhinus cookei
870. Echiodon anchipterus
871. Echiodon atopus
872. Echiodon coheni
873. Echiodon cryomargarites
874. Echiodon dawsoni
875. Echiodon dentatus
876. Echiodon drummondii
877. Echiodon exsilium
878. Echiodon neotes
879. Echiodon pegasus
880. Echiodon pukaki
881. Echiodon rendahli
882. Echiophis brunneus
883. Echiophis creutzbergi
884. Echiophis intertinctus
885. Echiophis punctifer
886. Echiostoma barbatum
887. Eckloniaichthys scylliorhiniceps
888. Eclectochromis lobochilus
889. Eclectochromis ornatus
890. Economidichthys pygmaeus
891. Economidichthys trichonis
892. Ecsenius aequalis
893. Ecsenius alleni
894. Ecsenius aroni
895. Ecsenius australianus
896. Ecsenius axelrodi
897. Ecsenius bandanus
898. Ecsenius bathi
899. Ecsenius bicolor
900. Ecsenius bimaculatus
901. Ecsenius caeruliventris
902. Ecsenius collettei
903. Ecsenius dentex
904. Ecsenius dilemma
905. Ecsenius fijiensis
906. Ecsenius fourmanoiri
907. Ecsenius frontalis
908. Ecsenius gravieri
909. Ecsenius isos
910. Ecsenius kurti
911. Ecsenius lineatus
912. Ecsenius lividanalis
913. Ecsenius lubbocki
914. Ecsenius mandibularis
915. Ecsenius melarchus
916. Ecsenius midas
917. Ecsenius minutus
918. Ecsenius monoculus
919. Ecsenius nalolo
920. Ecsenius namiyei
921. Ecsenius niue
922. Ecsenius oculatus
923. Ecsenius oculus
924. Ecsenius ops
925. Ecsenius opsifrontalis
926. Ecsenius pardus
927. Ecsenius paroculus
928. Ecsenius pictus
929. Ecsenius polystictus
930. Ecsenius portenoyi
931. Ecsenius prooculis
932. Ecsenius pulcher
933. Ecsenius randalli
934. Ecsenius schroederi
935. Ecsenius sellifer
936. Ecsenius shirleyae
937. Ecsenius stictus
938. Ecsenius stigmatura
939. Ecsenius taeniatus
940. Ecsenius tessera
941. Ecsenius tigris
942. Ecsenius tricolor
943. Ecsenius trilineatus
944. Ecsenius yaeyamaensis
945. Ectodus descampsii
946. Ectreposebastes imus
947. Ectreposebastes niger
948. Edelia vittata
949. Edentoliparis terraenovae
950. Eeyorius hutchinsi
951. Egglestonichthys bombylios
952. Egglestonichthys melanoptera
953. Egglestonichthys patriciae
954. Ego zebra
955. Ehirava fluviatilis
956. Eigenmannia humboldtii
957. Eigenmannia limbata
958. Eigenmannia macrops
959. Eigenmannia microstoma
960. Eigenmannia nigra
961. Eigenmannia trilineata
962. Eigenmannia vicentespelaea
963. Eigenmannia virescens
964. Einara edentula
965. Einara macrolepis
966. Eirmotus octozona
967. Ekemblemaria lira
968. Ekemblemaria myersi
969. Ekemblemaria nigra
970. Eknomoliparis chirichignoae
971. Elacatinus atronasus
972. Elacatinus chancei
973. Elacatinus digueti
974. Elacatinus dilepis
975. Elacatinus evelynae
976. Elacatinus figaro
977. Elacatinus gemmatus
978. Elacatinus genie
979. Elacatinus horsti
980. Elacatinus illecebrosus
981. Elacatinus inornatus
982. Elacatinus janssi
983. Elacatinus jarocho
984. Elacatinus limbaughi
985. Elacatinus lori
986. Elacatinus louisae
987. Elacatinus macrodon
988. Elacatinus multifasciatus
989. Elacatinus nesiotes
990. Elacatinus oceanops
991. Elacatinus pallens
992. Elacatinus pridisi
993. Elacatinus prochilos
994. Elacatinus puncticulatus
995. Elacatinus randalli
996. Elacatinus redimiculus
997. Elacatinus saucrus
998. Elacatinus tenox
999. Elacatinus xanthiprora
1000. Elacatinus zebrellus
1001. Elachocharax geryi
1002. Elachocharax junki
1003. Elachocharax mitopterus
1004. Elachocharax pulcher
1005. Elagatis bipinnulata
1006. Elapsopis cyclorhinus
1007. Elapsopis versicolor
1008. Elassodiscus caudatus
1009. Elassodiscus obscurus
1010. Elassodiscus tremebundus
1011. Elassoma alabamae
1012. Elassoma boehlkei
1013. Elassoma evergladei
1014. Elassoma okatie
1015. Elassoma okefenokee
1016. Elassoma zonatum
1017. Elates ransonnetii
1018. Elattarchus archidium
1019. Electrolux addisoni
1020. Electrona antarctica
1021. Electrona carlsbergi
1022. Electrona paucirastra
1023. Electrona risso
1024. Electrona subaspera
1025. Electrophorus electricus
1026. Eleginops maclovinus
1027. Eleginus gracilis
1028. Eleginus nawaga
1029. Eleotrica cableae
1030. Eleotris acanthopoma
1031. Eleotris amblyopsis
1032. Eleotris andamensis
1033. Eleotris annobonensis
1034. Eleotris aquadulcis
1035. Eleotris balia
1036. Eleotris brachyurus
1037. Eleotris daganensis
1038. Eleotris fasciatus
1039. Eleotris feai
1040. Eleotris fusca
1041. Eleotris lutea
1042. Eleotris macrocephala
1043. Eleotris macrolepis
1044. Eleotris margaritacea
1045. Eleotris mauritianus
1046. Eleotris melanosoma
1047. Eleotris melanura
1048. Eleotris oxycephala
1049. Eleotris pellegrini
1050. Eleotris perniger
1051. Eleotris picta
1052. Eleotris pisonis
1053. Eleotris pseudacanthopomus
1054. Eleotris sandwicensis
1055. Eleotris senegalensis
1056. Eleotris soaresi
1057. Eleotris tecta
1058. Eleotris tubularis
1059. Eleotris vittata
1060. Eleotris vomerodentata
1061. Eleutherochir mirabilis
1062. Eleutherochir opercularis
1063. Eleutheronema rhadinum
1064. Eleutheronema tetradactylum
1065. Eleutheronema tridactylum
1066. Ellopostoma megalomycter
1067. Ellopostoma mystax
1068. Elopichthys bambusa
1069. Elops affinis
1070. Elops hawaiensis
1071. Elops lacerta
1072. Elops machnata
1073. Elops saurus
1074. Elops senegalensis
1075. Embassichthys bathybius
1076. Embiotoca jacksoni
1077. Embiotoca lateralis
1078. Emblemaria atlantica
1079. Emblemaria australis
1080. Emblemaria biocellata
1081. Emblemaria caldwelli
1082. Emblemaria caycedoi
1083. Emblemaria culmenis
1084. Emblemaria diphyodontis
1085. Emblemaria hudsoni
1086. Emblemaria hyltoni
1087. Emblemaria hypacanthus
1088. Emblemaria nivipes
1089. Emblemaria pandionis
1090. Emblemaria piratica
1091. Emblemaria piratula
1092. Emblemaria vitta
1093. Emblemaria walkeri
1094. Emblemariopsis bahamensis
1095. Emblemariopsis bottomei
1096. Emblemariopsis dianae
1097. Emblemariopsis diaphanus
1098. Emblemariopsis leptocirris
1099. Emblemariopsis occidentalis
1100. Emblemariopsis pricei
1101. Emblemariopsis ramirezi
1102. Emblemariopsis randalli
1103. Emblemariopsis ruetzleri
1104. Emblemariopsis signifera
1105. Emblemariopsis tayrona
1106. Emmelichthyops atlanticus
1107. Emmelichthys elongatus
1108. Emmelichthys karnellai
1109. Emmelichthys nitidus cyanescens
1110. Emmelichthys nitidus nitidus
1111. Emmelichthys ruber
1112. Emmelichthys struhsakeri
1113. Empetrichthys latos concavus
1114. Empetrichthys latos latos
1115. Empetrichthys latos pahrump
1116. Empetrichthys merriami
1117. Enantiopus albini
1118. Encheliophis chardewalli
1119. Encheliophis gracilis
1120. Encheliophis homei
1121. Encheliophis sagamianus
1122. Encheliophis vermicularis
1123. Encheliophis vermiops
1124. Encheloclarias baculum
1125. Encheloclarias curtisoma
1126. Encheloclarias kelioides
1127. Encheloclarias prolatus
1128. Encheloclarias tapeinopterus
1129. Encheloclarias velatus
1130. Enchelybrotula gomoni
1131. Enchelybrotula paucidens
1132. Enchelycore anatina
1133. Enchelycore bayeri
1134. Enchelycore bikiniensis
1135. Enchelycore carychroa
1136. Enchelycore kamara
1137. Enchelycore lichenosa
1138. Enchelycore nigricans
1139. Enchelycore nycturanus
1140. Enchelycore octaviana
1141. Enchelycore pardalis
1142. Enchelycore ramosa
1143. Enchelycore schismatorhynchus
1144. Enchelycore tamarae
1145. Enchelynassa canina
1146. Enchelyopus cimbrius
1147. Enchelyurus ater
1148. Enchelyurus brunneolus
1149. Enchelyurus flavipes
1150. Enchelyurus kraussii
1151. Enchelyurus petersi
1152. Encrasicholina devisi
1153. Encrasicholina heteroloba
1154. Encrasicholina oligobranchus
1155. Encrasicholina punctifer
1156. Encrasicholina purpurea
1157. Engraulicypris sardella
1158. Engraulis anchoita
1159. Engraulis australis
1160. Engraulis encrasicolus
1161. Engraulis eurystole
1162. Engraulis japonicus
1163. Engraulis mordax
1164. Engraulis ringens
1165. Engraulisoma taeniatum
1166. Engyophrys sanctilaurentii
1167. Engyophrys senta
1168. Engyprosopon annulatus
1169. Engyprosopon arenicola
1170. Engyprosopon bellonaensis
1171. Engyprosopon bleekeri
1172. Engyprosopon filimanus
1173. Engyprosopon filipennis
1174. Engyprosopon grandisquama
1175. Engyprosopon hawaiiensis
1176. Engyprosopon hensleyi
1177. Engyprosopon hureaui
1178. Engyprosopon kushimotoensis
1179. Engyprosopon latifrons
1180. Engyprosopon longipelvis
1181. Engyprosopon longipterum
1182. Engyprosopon macrolepis
1183. Engyprosopon maldivensis
1184. Engyprosopon marquisensis
1185. Engyprosopon mogkii
1186. Engyprosopon multisquama
1187. Engyprosopon natalensis
1188. Engyprosopon obliquioculatum
1189. Engyprosopon osculus
1190. Engyprosopon raoulensis
1191. Engyprosopon regani
1192. Engyprosopon rostratum
1193. Engyprosopon sechellensis
1194. Engyprosopon septempes
1195. Engyprosopon vanuatuensis
1196. Engyprosopon xenandrus
1197. Engyprosopon xystrias
1198. Enigmacanthus filamentosus
1199. Enigmapercis acutirostris
1200. Enigmapercis reducta
1201. Enneacampus ansorgii
1202. Enneacampus kaupi
1203. Enneacanthus chaetodon
1204. Enneacanthus gloriosus
1205. Enneacanthus obesus
1206. Enneanectes altivelis
1207. Enneanectes atrorus
1208. Enneanectes boehlkei
1209. Enneanectes carminalis
1210. Enneanectes jordani
1211. Enneanectes pectoralis
1212. Enneanectes reticulatus
1213. Enneanectes smithi
1214. Enneapterygius abeli
1215. Enneapterygius altipinnis
1216. Enneapterygius atriceps
1217. Enneapterygius atrogulare
1218. Enneapterygius bahasa
1219. Enneapterygius bichrous
1220. Enneapterygius cheni
1221. Enneapterygius clarkae
1222. Enneapterygius clea
1223. Enneapterygius destai
1224. Enneapterygius elaine
1225. Enneapterygius elegans
1226. Enneapterygius etheostomus
1227. Enneapterygius fasciatus
1228. Enneapterygius flavoccipitis
1229. Enneapterygius fuscoventer
1230. Enneapterygius genamaculatus
1231. Enneapterygius gracilis
1232. Enneapterygius gruschkai
1233. Enneapterygius hemimelas
1234. Enneapterygius hollemani
1235. Enneapterygius howensis
1236. Enneapterygius kermadecensis
1237. Enneapterygius kosiensis
1238. Enneapterygius larsonae
1239. Enneapterygius melanospilus
1240. Enneapterygius minutus
1241. Enneapterygius mirabilis
1242. Enneapterygius miyakensis
1243. Enneapterygius namarrgon
1244. Enneapterygius nanus
1245. Enneapterygius nasimae
1246. Enneapterygius niger
1247. Enneapterygius nigricauda
1248. Enneapterygius obscurus
1249. Enneapterygius ornatus
1250. Enneapterygius pallidoserialis
1251. Enneapterygius paucifasciatus
1252. Enneapterygius philippinus
1253. Enneapterygius pusillus
1254. Enneapterygius pyramis
1255. Enneapterygius randalli
1256. Enneapterygius rhabdotus
1257. Enneapterygius rhothion
1258. Enneapterygius rubicauda
1259. Enneapterygius rufopileus
1260. Enneapterygius senoui
1261. Enneapterygius signicauda
1262. Enneapterygius similis
1263. Enneapterygius triserialis
1264. Enneapterygius trisignatus
1265. Enneapterygius tutuilae
1266. Enneapterygius unimaculatus
1267. Enneapterygius ventermaculus
1268. Enneapterygius vexillarius
1269. Enneapterygius williamsi
1270. Enneapterygius ziegleri
1271. Enobarbus maculatus
1272. Enophrys bison
1273. Enophrys diceraus
1274. Enophrys lucasi
1275. Enophrys taurina
1276. Enoplosus armatus
1277. Entelurus aequoreus
1278. Entomacrodus cadenati
1279. Entomacrodus caudofasciatus
1280. Entomacrodus chapmani
1281. Entomacrodus chiostictus
1282. Entomacrodus corneliae
1283. Entomacrodus cymatobiotus
1284. Entomacrodus decussatus
1285. Entomacrodus epalzeocheilos
1286. Entomacrodus lemuria
1287. Entomacrodus macrospilus
1288. Entomacrodus nigricans
1289. Entomacrodus niuafoouensis
1290. Entomacrodus randalli
1291. Entomacrodus rofeni
1292. Entomacrodus sealei
1293. Entomacrodus stellifer lighti
1294. Entomacrodus stellifer stellifer
1295. Entomacrodus strasburgi
1296. Entomacrodus striatus
1297. Entomacrodus textilis
1298. Entomacrodus thalassinus longicirrus
1299. Entomacrodus thalassinus thalassinus
1300. Entomacrodus vermiculatus
1301. Entomacrodus vomerinus
1302. Entomacrodus williamsi
1303. Entomocorus benjamini
1304. Entomocorus gameroi
1305. Entomocorus melaphareus
1306. Entomocorus radiosus
1307. Entosphenus hubbsi
1308. Enypnias aceras
1309. Enypnias seminudus
1310. Eocallionymus papilio
1311. Eopsetta grigorjewi
1312. Eopsetta jordani
1313. Epactionotus aky
1314. Epactionotus bilineatus
1315. Epactionotus gracilis
1316. Epactionotus itaimbezinho
1317. Epactionotus yasi
1318. Epalzeorhynchos bicolor
1319. Epalzeorhynchos bicornis
1320. Epalzeorhynchos frenatum
1321. Epalzeorhynchos kalopterus
1322. Epalzeorhynchos munense
1323. Epapterus blohmi
1324. Epapterus dispilurus
1325. Epetriodus freddyi
1326. Ephippion guttifer
1327. Ephippus goreensis
1328. Ephippus orbis
1329. Epibulus brevis
1330. Epibulus insidiator
1331. Epigonus affinis
1332. Epigonus angustifrons
1333. Epigonus atherinoides
1334. Epigonus cavaticus
1335. Epigonus constanciae
1336. Epigonus crassicaudus
1337. Epigonus ctenolepis
1338. Epigonus denticulatus
1339. Epigonus devaneyi
1340. Epigonus elegans
1341. Epigonus elongatus
1342. Epigonus fragilis
1343. Epigonus glossodontus
1344. Epigonus heracleus
1345. Epigonus lenimen
1346. Epigonus macrops
1347. Epigonus marimonticolus
1348. Epigonus merleni
1349. Epigonus notacanthus
1350. Epigonus occidentalis
1351. Epigonus oligolepis
1352. Epigonus pandionis
1353. Epigonus parini
1354. Epigonus pectinifer
1355. Epigonus robustus
1356. Epigonus telescopus
1357. Epigonus waltersensis
1358. Epinephelides armatus
1359. Epinephelus acanthistius
1360. Epinephelus adscensionis
1361. Epinephelus aeneus
1362. Epinephelus akaara
1363. Epinephelus albomarginatus
1364. Epinephelus amblycephalus
1365. Epinephelus analogus
1366. Epinephelus andersoni
1367. Epinephelus areolatus
1368. Epinephelus awoara
1369. Epinephelus bilobatus
1370. Epinephelus bleekeri
1371. Epinephelus bontoides
1372. Epinephelus bruneus
1373. Epinephelus caninus
1374. Epinephelus chabaudi
1375. Epinephelus chlorocephalus
1376. Epinephelus chlorostigma
1377. Epinephelus cifuentesi
1378. Epinephelus clippertonensis
1379. Epinephelus coeruleopunctatus
1380. Epinephelus coioides
1381. Epinephelus corallicola
1382. Epinephelus costae
1383. Epinephelus cyanopodus
1384. Epinephelus daemelii
1385. Epinephelus darwinensis
1386. Epinephelus diacanthus
1387. Epinephelus drummondhayi
1388. Epinephelus epistictus
1389. Epinephelus ergastularius
1390. Epinephelus erythrurus
1391. Epinephelus exsul
1392. Epinephelus fasciatomaculosus
1393. Epinephelus fasciatus
1394. Epinephelus faveatus
1395. Epinephelus flavocaeruleus
1396. Epinephelus flavolimbatus
1397. Epinephelus fuscoguttatus
1398. Epinephelus gabriellae
1399. Epinephelus goreensis
1400. Epinephelus guttatus
1401. Epinephelus haifensis
1402. Epinephelus heniochus
1403. Epinephelus hexagonatus
1404. Epinephelus howlandi
1405. Epinephelus indistinctus
1406. Epinephelus irroratus
1407. Epinephelus itajara
1408. Epinephelus labriformis
1409. Epinephelus lanceolatus
1410. Epinephelus latifasciatus
1411. Epinephelus lebretonianus
1412. Epinephelus longispinis
1413. Epinephelus macrospilos
1414. Epinephelus maculatus
1415. Epinephelus magniscuttis
1416. Epinephelus malabaricus
1417. Epinephelus marginatus
1418. Epinephelus melanostigma
1419. Epinephelus merra
1420. Epinephelus miliaris
1421. Epinephelus morio
1422. Epinephelus morrhua
1423. Epinephelus multinotatus
1424. Epinephelus mystacinus
1425. Epinephelus nigritus
1426. Epinephelus niphobles
1427. Epinephelus niveatus
1428. Epinephelus octofasciatus
1429. Epinephelus ongus
1430. Epinephelus perplexus
1431. Epinephelus poecilonotus
1432. Epinephelus polylepis
1433. Epinephelus polyphekadion
1434. Epinephelus polystigma
1435. Epinephelus posteli
1436. Epinephelus quernus
1437. Epinephelus quoyanus
1438. Epinephelus radiatus
1439. Epinephelus retouti
1440. Epinephelus rivulatus
1441. Epinephelus septemfasciatus
1442. Epinephelus sexfasciatus
1443. Epinephelus socialis
1444. Epinephelus spilotoceps
1445. Epinephelus stictus
1446. Epinephelus stoliczkae
1447. Epinephelus striatus
1448. Epinephelus suborbitalis
1449. Epinephelus summana
1450. Epinephelus tauvina
1451. Epinephelus timorensis
1452. Epinephelus trimaculatus
1453. Epinephelus trophis
1454. Epinephelus tuamotuensis
1455. Epinephelus tukula
1456. Epinephelus undulatostriatus
1457. Epinephelus undulosus
1458. Epinnula magistralis
1459. Epiplatys ansorgii
1460. Epiplatys azureus
1461. Epiplatys barmoiensis
1462. Epiplatys berkenkampi
1463. Epiplatys biafranus
1464. Epiplatys bifasciatus bifasciatus
1465. Epiplatys bifasciatus taeniatus
1466. Epiplatys chaperi
1467. Epiplatys chevalieri
1468. Epiplatys coccinatus
1469. Epiplatys dageti dageti
1470. Epiplatys dageti monroviae
1471. Epiplatys esekanus
1472. Epiplatys etzeli
1473. Epiplatys fasciolatus
1474. Epiplatys grahami
1475. Epiplatys guineensis
1476. Epiplatys hildegardae
1477. Epiplatys huberi
1478. Epiplatys josianae
1479. Epiplatys lamottei
1480. Epiplatys longiventralis
1481. Epiplatys mesogramma
1482. Epiplatys multifasciatus
1483. Epiplatys neumanni
1484. Epiplatys njalaensis
1485. Epiplatys olbrechtsi dauresi
1486. Epiplatys olbrechtsi kassiapleuensis
1487. Epiplatys olbrechtsi olbrechtsi
1488. Epiplatys phoeniceps
1489. Epiplatys roloffi
1490. Epiplatys ruhkopfi
1491. Epiplatys sangmelinensis
1492. Epiplatys sexfasciatus rathkei
1493. Epiplatys sexfasciatus sexfasciatus
1494. Epiplatys sexfasciatus togolensis
1495. Epiplatys singa
1496. Epiplatys spilargyreius
1497. Epiplatys superbus
1498. Epiplatys zenkeri
1499. Episemion callipteron
1500. Episemion krystallinoron
1501. Eptatretus bischoffii
1502. Eptatretus burgeri
1503. Eptatretus caribbeaus
1504. Eptatretus carlhubbsi
1505. Eptatretus chinensis
1506. Eptatretus cirrhatus
1507. Eptatretus deani
1508. Eptatretus eos
1509. Eptatretus fernholmi
1510. Eptatretus fritzi
1511. Eptatretus goliath
1512. Eptatretus grouseri
1513. Eptatretus hexatrema
1514. Eptatretus indrambaryai
1515. Eptatretus lakeside
1516. Eptatretus laurahubbsae
1517. Eptatretus longipinnis
1518. Eptatretus lopheliae
1519. Eptatretus mcconnaugheyi
1520. Eptatretus mccoskeri
1521. Eptatretus mendozai
1522. Eptatretus menezesi
1523. Eptatretus minor
1524. Eptatretus multidens
1525. Eptatretus nanii
1526. Eptatretus octatrema
1527. Eptatretus okinoseanus
1528. Eptatretus polytrema
1529. Eptatretus profundus
1530. Eptatretus sinus
1531. Eptatretus springeri
1532. Eptatretus stoutii
1533. Eptatretus strahani
1534. Eptatretus strickrotti
1535. Eptatretus wisneri
1536. Equetus iwamotoi
1537. Equetus lanceolatus
1538. Equetus punctatus
1539. Equulites antongil
1540. Equulites elongatus
1541. Equulites klunzingeri
1542. Equulites laterofenestra
1543. Equulites leuciscus
1544. Equulites moretoniensis
1545. Equulites rivulatus
1546. Equulites stercorarius
1547. Eremichthys acros
1548. Eremophilus mutisii
1549. Erethistes hara
1550. Erethistes horai
1551. Erethistes jerdoni
1552. Erethistes maesotensis
1553. Erethistes pusillus
1554. Erethistes serratus
1555. Erethistoides ascita
1556. Erethistoides cavatura
1557. Erethistoides infuscatus
1558. Erethistoides montana
1559. Erethistoides pipri
1560. Erethistoides sicula
1561. Eretmichthys pinnatus
1562. Eretmodus cyanostictus
1563. Eretmophorus kleinenbergi
1564. Ereunias grallator
1565. Ericandersonia sagamia
1566. Ericentrus rubrus
1567. Eridacnis barbouri
1568. Eridacnis radcliffei
1569. Eridacnis sinuans
1570. Erilepis zonifer
1571. Erimonax monachus
1572. Erimystax cahni
1573. Erimystax dissimilis
1574. Erimystax harryi
1575. Erimystax insignis
1576. Erimystax x-punctatus
1577. Erimyzon oblongus
1578. Erimyzon sucetta
1579. Erimyzon tenuis
1580. Erisphex aniarus
1581. Erisphex philippinus
1582. Erisphex pottii
1583. Erisphex simplex
1584. Ernogrammus hexagrammus
1585. Ernogrammus walkeri
1586. Ernstichthys anduzei
1587. Ernstichthys intonsus
1588. Ernstichthys megistus
1589. Erosa daruma
1590. Erosa erosa
1591. Erotelis armiger
1592. Erotelis shropshirei
1593. Erotelis smaragdus
1594. Erpetoichthys calabaricus
1595. Erromyzon compactus
1596. Erromyzon sinensis
1597. Erromyzon yangi
1598. Erythrinus erythrinus
1599. Erythrinus kessleri
1600. Erythrocles acarina
1601. Erythrocles microceps
1602. Erythrocles monodi
1603. Erythrocles schlegelii
1604. Erythrocles scintillans
1605. Erythrocles taeniatus
1606. Erythroculter hypselonotus
1607. Eschmeyer nexus
1608. Escualosa elongata
1609. Escualosa thoracata
1610. Esomus ahli
1611. Esomus altus
1612. Esomus barbatus
1613. Esomus caudiocellatus
1614. Esomus danricus
1615. Esomus lineatus
1616. Esomus longimanus
1617. Esomus malabaricus
1618. Esomus malayensis
1619. Esomus manipurensis
1620. Esomus metallicus
1621. Esomus thermoicos
1622. Esox americanus americanus
1623. Esox americanus vermiculatus
1624. Esox lucius
1625. Esox masquinongy
1626. Esox niger
1627. Esox reichertii
1628. Esselenichthys carli
1629. Esselenichthys laurae
1630. Etelis carbunculus
1631. Etelis coruscans
1632. Etelis oculatus
1633. Etelis radiosus
1634. Ethadophis akkistikos
1635. Ethadophis byrnei
1636. Ethadophis epinepheli
1637. Ethadophis foresti
1638. Ethadophis merenda
1639. Etheostoma acuticeps
1640. Etheostoma aquali
1641. Etheostoma artesiae
1642. Etheostoma asprigene
1643. Etheostoma atripinne
1644. Etheostoma australe
1645. Etheostoma baileyi
1646. Etheostoma barbouri
1647. Etheostoma barrenense
1648. Etheostoma basilare
1649. Etheostoma bellator
1650. Etheostoma bellum
1651. Etheostoma bison
1652. Etheostoma blennioides
1653. Etheostoma blennius
1654. Etheostoma boschungi
1655. Etheostoma brevirostrum
1656. Etheostoma burri
1657. Etheostoma caeruleum
1658. Etheostoma camurum
1659. Etheostoma cervus
1660. Etheostoma chermocki
1661. Etheostoma chienense
1662. Etheostoma chlorobranchium
1663. Etheostoma chlorosoma
1664. Etheostoma chuckwachatte
1665. Etheostoma cinereum
1666. Etheostoma collettei
1667. Etheostoma collis
1668. Etheostoma colorosum
1669. Etheostoma coosae
1670. Etheostoma corona
1671. Etheostoma cragini
1672. Etheostoma crossopterum
1673. Etheostoma davisoni
1674. Etheostoma denoncourti
1675. Etheostoma derivativum
1676. Etheostoma ditrema
1677. Etheostoma douglasi
1678. Etheostoma duryi
1679. Etheostoma edwini
1680. Etheostoma etnieri
1681. Etheostoma etowahae
1682. Etheostoma euzonum
1683. Etheostoma exile
1684. Etheostoma flabellare
1685. Etheostoma flavum
1686. Etheostoma fonticola
1687. Etheostoma forbesi
1688. Etheostoma fragi
1689. Etheostoma fricksium
1690. Etheostoma fusiforme
1691. Etheostoma gracile
1692. Etheostoma grahami
1693. Etheostoma gutselli
1694. Etheostoma histrio
1695. Etheostoma hopkinsi
1696. Etheostoma inscriptum
1697. Etheostoma jessiae
1698. Etheostoma jordani
1699. Etheostoma juliae
1700. Etheostoma kanawhae
1701. Etheostoma kantuckeense
1702. Etheostoma kennicotti
1703. Etheostoma lachneri
1704. Etheostoma lawrencei
1705. Etheostoma lepidum
1706. Etheostoma longimanum
1707. Etheostoma lugoi
1708. Etheostoma luteovinctum
1709. Etheostoma lynceum
1710. Etheostoma maculatum
1711. Etheostoma mariae
1712. Etheostoma microlepidum
1713. Etheostoma microperca
1714. Etheostoma moorei
1715. Etheostoma neopterum
1716. Etheostoma nianguae
1717. Etheostoma nigripinne
1718. Etheostoma nigrum
1719. Etheostoma nuchale
1720. Etheostoma obeyense
1721. Etheostoma occidentale
1722. Etheostoma okaloosae
1723. Etheostoma olivaceum
1724. Etheostoma olmstedi
1725. Etheostoma oophylax
1726. Etheostoma orientale
1727. Etheostoma osburni
1728. Etheostoma pallididorsum
1729. Etheostoma parvipinne
1730. Etheostoma percnurum
1731. Etheostoma perlongum
1732. Etheostoma phytophilum
1733. Etheostoma planasaxatile
1734. Etheostoma podostemone
1735. Etheostoma pottsii
1736. Etheostoma proeliare
1737. Etheostoma pseudovulatum
1738. Etheostoma punctulatum
1739. Etheostoma pyrrhogaster
1740. Etheostoma radiosum
1741. Etheostoma rafinesquei
1742. Etheostoma ramseyi
1743. Etheostoma raneyi
1744. Etheostoma rubrum
1745. Etheostoma rufilineatum
1746. Etheostoma rupestre
1747. Etheostoma sagitta
1748. Etheostoma saludae
1749. Etheostoma sanguifluum
1750. Etheostoma scotti
1751. Etheostoma segrex
1752. Etheostoma sellare
1753. Etheostoma sequatchiense
1754. Etheostoma serrifer
1755. Etheostoma simoterum
1756. Etheostoma smithi
1757. Etheostoma spectabile
1758. Etheostoma squamiceps
1759. Etheostoma stigmaeum
1760. Etheostoma striatulum
1761. Etheostoma susanae
1762. Etheostoma swaini
1763. Etheostoma swannanoa
1764. Etheostoma tallapoosae
1765. Etheostoma tecumsehi
1766. Etheostoma tennesseense
1767. Etheostoma tetrazonum
1768. Etheostoma thalassinum
1769. Etheostoma tippecanoe
1770. Etheostoma trisella
1771. Etheostoma tuscumbia
1772. Etheostoma uniporum
1773. Etheostoma variatum
1774. Etheostoma virgatum
1775. Etheostoma vitreum
1776. Etheostoma vulneratum
1777. Etheostoma wapiti
1778. Etheostoma whipplei
1779. Etheostoma zonale
1780. Etheostoma zonifer
1781. Etheostoma zonistium
1782. Ethmalosa fimbriata
1783. Ethmidium maculatum
1784. Etia nguti
1785. Etmopterus baxteri
1786. Etmopterus bigelowi
1787. Etmopterus brachyurus
1788. Etmopterus bullisi
1789. Etmopterus burgessi
1790. Etmopterus carteri
1791. Etmopterus caudistigmus
1792. Etmopterus compagnoi
1793. Etmopterus decacuspidatus
1794. Etmopterus dianthus
1795. Etmopterus dislineatus
1796. Etmopterus evansi
1797. Etmopterus fusus
1798. Etmopterus gracilispinis
1799. Etmopterus granulosus
1800. Etmopterus hillianus
1801. Etmopterus litvinovi
1802. Etmopterus lucifer
1803. Etmopterus molleri
1804. Etmopterus perryi
1805. Etmopterus polli
1806. Etmopterus princeps
1807. Etmopterus pseudosqualiolus
1808. Etmopterus pusillus
1809. Etmopterus pycnolepis
1810. Etmopterus robinsi
1811. Etmopterus schultzi
1812. Etmopterus sentosus
1813. Etmopterus spinax
1814. Etmopterus splendidus
1815. Etmopterus tasmaniensis
1816. Etmopterus unicolor
1817. Etmopterus villosus
1818. Etmopterus virens
1819. Etroplus canarensis
1820. Etroplus maculatus
1821. Etroplus suratensis
1822. Etropus ciadi
1823. Etropus crossotus
1824. Etropus cyclosquamus
1825. Etropus delsmani delsmani
1826. Etropus delsmani pacificus
1827. Etropus ectenes
1828. Etropus intermedius
1829. Etropus longimanus
1830. Etropus microstomus
1831. Etropus peruvianus
1832. Etropus rimosus
1833. Etrumeus micropus
1834. Etrumeus teres
1835. Etrumeus whiteheadi
1836. Eubalichthys bucephalus
1837. Eubalichthys caeruleoguttatus
1838. Eubalichthys cyanoura
1839. Eubalichthys gunnii
1840. Eubalichthys mosaicus
1841. Eubalichthys quadrispinus
1842. Eubleekeria jonesi
1843. Eubleekeria kupanensis
1844. Eubleekeria rapsoni
1845. Eubleekeria splendens
1846. Euchilichthys astatodon
1847. Euchilichthys boulengeri
1848. Euchilichthys dybowskii
1849. Euchilichthys guentheri
1850. Euchilichthys royauxi
1851. Euchiloglanis davidi
1852. Eucinostomus argenteus
1853. Eucinostomus currani
1854. Eucinostomus dowii
1855. Eucinostomus entomelas
1856. Eucinostomus gracilis
1857. Eucinostomus gula
1858. Eucinostomus harengulus
1859. Eucinostomus havana
1860. Eucinostomus jonesii
1861. Eucinostomus lefroyi
1862. Eucinostomus melanopterus
1863. Euclichthys polynemus
1864. Eucrossorhinus dasypogon
1865. Eucryphycus californicus
1866. Eucyclogobius newberryi
1867. Eudontomyzon danfordi
1868. Eudontomyzon hellenicus
1869. Eudontomyzon lanceolata
1870. Eudontomyzon mariae
1871. Eudontomyzon stankokaramani
1872. Eudontomyzon vladykovi
1873. Eugerres axillaris
1874. Eugerres brasilianus
1875. Eugerres brevimanus
1876. Eugerres lineatus
1877. Eugerres mexicanus
1878. Eugerres periche
1879. Eugerres plumieri
1880. Eugnathichthys eetveldii
1881. Eugnathichthys macroterolepis
1882. Eugnathogobius microps
1883. Eugnathogobius oligactis
1884. Eugnathogobius paludosus
1885. Eugnathogobius siamensis
1886. Euleptorhamphus velox
1887. Euleptorhamphus viridis
1888. Eulophias owashii
1889. Eulophias tanneri
1890. Eumecichthys fiski
1891. Eumegistus brevorti
1892. Eumegistus illustris
1893. Eumesogrammus praecisus
1894. Eumicrotremus andriashevi
1895. Eumicrotremus asperrimus
1896. Eumicrotremus barbatus
1897. Eumicrotremus derjugini
1898. Eumicrotremus eggvinii
1899. Eumicrotremus fedorovi
1900. Eumicrotremus gyrinops
1901. Eumicrotremus orbis
1902. Eumicrotremus pacificus
1903. Eumicrotremus phrynoides
1904. Eumicrotremus schmidti
1905. Eumicrotremus soldatovi
1906. Eumicrotremus spinosus
1907. Eumicrotremus taranetzi
1908. Eumicrotremus tartaricus
1909. Eumicrotremus terraenovae
1910. Eupetrichthys angustipes
1911. Eupleurogrammus glossodon
1912. Eupleurogrammus muticus
1913. Eupogonesthes xenicus
1914. Euprotomicroides zantedeschia
1915. Euprotomicrus bispinatus
1916. Euristhmus lepturus
1917. Euristhmus microceps
1918. Euristhmus microphthalmus
1919. Euristhmus nudiceps
1920. Euristhmus sandrae
1921. Eurycephalus arenicola
1922. Eurycephalus carbunculus
1923. Eurycheilichthys limulus
1924. Eurycheilichthys pantherinus
1925. Eurymen bassargini
1926. Eurymen gyrinus
1927. Eurypegasus draconis
1928. Eurypegasus papilio
1929. Eurypharynx pelecanoides
1930. Eurypleuron cinereum
1931. Eurypleuron owasianum
1932. Eusphyra blochii
1933. Eustomias achirus
1934. Eustomias acinosus
1935. Eustomias aequatorialis
1936. Eustomias albibulbus
1937. Eustomias appositus
1938. Eustomias arborifer
1939. Eustomias australensis
1940. Eustomias austratlanticus
1941. Eustomias bertelseni
1942. Eustomias bibulboides
1943. Eustomias bibulbosus
1944. Eustomias bifilis
1945. Eustomias bigelowi
1946. Eustomias bimargaritatus
1947. Eustomias bimargaritoides
1948. Eustomias binghami
1949. Eustomias bituberatus
1950. Eustomias bituberoides
1951. Eustomias borealis
1952. Eustomias braueri
1953. Eustomias brevibarbatus
1954. Eustomias bulbiramis
1955. Eustomias bulbornatus
1956. Eustomias cancriensis
1957. Eustomias cirritus
1958. Eustomias contiguus
1959. Eustomias crossotus
1960. Eustomias crucis
1961. Eustomias cryptobulbus
1962. Eustomias curtatus
1963. Eustomias curtifilis
1964. Eustomias danae
1965. Eustomias decoratus
1966. Eustomias dendriticus
1967. Eustomias deofamiliaris
1968. Eustomias digitatus
1969. Eustomias dinema
1970. Eustomias dispar
1971. Eustomias dubius
1972. Eustomias elongatus
1973. Eustomias enbarbatus
1974. Eustomias filifer
1975. Eustomias fissibarbis
1976. Eustomias flagellifer
1977. Eustomias furcifer
1978. Eustomias gibbsi
1979. Eustomias grandibulbus
1980. Eustomias hulleyi
1981. Eustomias hypopsilus
1982. Eustomias ignotus
1983. Eustomias inconstans
1984. Eustomias insularum
1985. Eustomias intermedius
1986. Eustomias interruptus
1987. Eustomias ioani
1988. Eustomias jimcraddocki
1989. Eustomias kreffti
1990. Eustomias lanceolatus
1991. Eustomias leptobolus
1992. Eustomias lipochirus
1993. Eustomias longibarba
1994. Eustomias longiramis
1995. Eustomias macronema
1996. Eustomias macrophthalmus
1997. Eustomias macrurus
1998. Eustomias magnificus
1999. Eustomias medusa
2000. Eustomias melanonema
2001. Eustomias melanostigma
2002. Eustomias melanostigmoides
2003. Eustomias mesostenus
2004. Eustomias metamelas
2005. Eustomias micraster
2006. Eustomias micropterygius
2007. Eustomias minimus
2008. Eustomias monoclonoides
2009. Eustomias monoclonus
2010. Eustomias monodactylus
2011. Eustomias multifilis
2012. Eustomias obscurus
2013. Eustomias orientalis
2014. Eustomias pacificus
2015. Eustomias parini
2016. Eustomias parri
2017. Eustomias patulus
2018. Eustomias paucifilis
2019. Eustomias paxtoni
2020. Eustomias perplexus
2021. Eustomias pinnatus
2022. Eustomias polyaster
2023. Eustomias posti
2024. Eustomias precarius
2025. Eustomias problematicus
2026. Eustomias pyrifer
2027. Eustomias quadrifilis
2028. Eustomias radicifilis
2029. Eustomias satterleei
2030. Eustomias schiffi
2031. Eustomias schmidti
2032. Eustomias silvescens
2033. Eustomias similis
2034. Eustomias simplex
2035. Eustomias spherulifer
2036. Eustomias suluensis
2037. Eustomias tenisoni
2038. Eustomias tetranema
2039. Eustomias teuthidopsis
2040. Eustomias tomentosis
2041. Eustomias trewavasae
2042. Eustomias triramis
2043. Eustomias uniramis
2044. Eustomias variabilis
2045. Eustomias vitiazi
2046. Eustomias vulgaris
2047. Eustomias woollardi
2048. Eustomias xenobolus
2049. Eusurculus andamanensis
2050. Eusurculus pistillum
2051. Eusurculus pristinus
2052. Eutaeniichthys gilli
2053. Eutaeniophorus festivus
2054. Eutelichthys leptochirus
2055. Euthynnus affinis
2056. Euthynnus alletteratus
2057. Euthynnus lineatus
2058. Eutrigla gurnardus
2059. Eutropiichthys britzi
2060. Eutropiichthys burmannicus
2061. Eutropiichthys goongwaree
2062. Eutropiichthys murius
2063. Eutropiichthys salweenensis
2064. Eutropiichthys vacha
2065. Evarra bustamantei
2066. Evarra eigenmanni
2067. Evarra tlahuacensis
2068. Evermannella ahlstromi
2069. Evermannella balbo
2070. Evermannella indica
2071. Evermannella megalops
2072. Evermannella melanoderma
2073. Evermannia erici
2074. Evermannia longipinnis
2075. Evermannia panamensis
2076. Evermannia zosterura
2077. Evermannichthys bicolor
2078. Evermannichthys convictor
2079. Evermannichthys metzelaari
2080. Evermannichthys silus
2081. Evermannichthys spongicola
2082. Eviota abax
2083. Eviota afelei
2084. Eviota albolineata
2085. Eviota bifasciata
2086. Eviota bimaculata
2087. Eviota cometa
2088. Eviota disrupta
2089. Eviota distigma
2090. Eviota epiphanes
2091. Eviota fasciola
2092. Eviota guttata
2093. Eviota herrei
2094. Eviota hoesei
2095. Eviota indica
2096. Eviota infulata
2097. Eviota inutilis
2098. Eviota irrasa
2099. Eviota japonica
2100. Eviota lachdeberei
2101. Eviota lacrimae
2102. Eviota latifasciata
2103. Eviota masudai
2104. Eviota melasma
2105. Eviota mikiae
2106. Eviota monostigma
2107. Eviota nebulosa
2108. Eviota nigripinna
2109. Eviota nigriventris
2110. Eviota pardalota
2111. Eviota partimacula
2112. Eviota pellucida
2113. Eviota prasina
2114. Eviota prasites
2115. Eviota pseudostigma
2116. Eviota punctulata
2117. Eviota queenslandica
2118. Eviota raja
2119. Eviota readerae
2120. Eviota rubra
2121. Eviota saipanensis
2122. Eviota sebreei
2123. Eviota sigillata
2124. Eviota smaragdus
2125. Eviota sparsa
2126. Eviota spilota
2127. Eviota storthynx
2128. Eviota susanae
2129. Eviota zebrina
2130. Eviota zonura
2131. Evips percinctus
2132. Evistias acutirostris
2133. Evorthodus lyricus
2134. Evorthodus minutus
2135. Evoxymetopon macrophthalmus
2136. Evoxymetopon poeyi
2137. Evoxymetopon taeniatus
2138. Evynnis cardinalis
2139. Evynnis japonica
2140. Evynnis tumifrons
2141. Exallias brevis
2142. Exallodontus aguanai
2143. Exastilithoxus fimbriatus
2144. Exastilithoxus hoedemani
2145. Exechodontes daidaleus
2146. Exerpes asper
2147. Exochochromis anagenys
2148. Exocoetus gibbosus
2149. Exocoetus monocirrhus
2150. Exocoetus obtusirostris
2151. Exocoetus peruvianus
2152. Exocoetus volitans
2153. Exodon paradoxus
2154. Exoglossum laurae
2155. Exoglossum maxillingua
2156. Exostoma barakensis
2157. Exostoma berdmorei
2158. Exostoma labiatum
2159. Exostoma stuarti
2160. Exostoma vinciguerrae
2161. Exyrias akihito
2162. Exyrias belissimus
2163. Exyrias ferrarisi
2164. Exyrias puntang